# آجیل مشکل‌گشا
آجیل مشکل‌گشا، ترکیب خاصی از آجیل است که در فرهنگ و سنن ایرانی ریشه دارد.

## تاریخچه
تاریخچه آجیل مشگل‌گشا احتمالاً به ایران باستان باز می‌گردد. در آن زمان رسم بر این بود که برای فروهرها هدایایی تهیه شود تا موجب خشنودی آنان گردد. این هدایا لرک یا آجیل گاهنبار نامیده می‌شد.
سعید نفیسی ریشه آجیل مشکل‌گشا را برگرفته از یک داستان افسانه‌ای می‌داند که در آن پیرمرد خارکنی با سه دختر خود در تنگدستی روزگار می‌گذراندند. روزی پیرمرد در بیابان بر روزگار و احوال خود چند قطره اشک ریخت و پیرمردی سبزپوش و موهای سفید پریشان، با مشخصه‌هایی که در ادبیات فارسی برای خضر برمی‌شمارند، به دیدار او می‌آید و به او آداب تهیه آجیل مشکل‌گشا را می‌آموزد و می‌گوید هر ماه این آجیل را فراهم کن و به آشنایان نیازمند خود نیز بده. پیرمرد خارکن به این دستور عمل می‌کند و یک روز در بیابان دو قطعه سنگ درخشان می‌بیند. آنها را به خانه می‌برد و متوجه می‌شود آنها گوهر شب‌چراغند. پس با فروش آنها ثروت عظیمی به دست می‌آورد و برای زندگی قصری می‌سازد. دختر پادشاه با دختران او دوست و همبازی می‌شود. یک روز که برای شنا به استخر می‌رود و گردنبند مروارید خود را کنار آب رها می‌کند، کلاغی گردنبند او را با خود می‌برد و دختر پادشاه به دختران پیرمرد اتهام دزدی می‌زند. دختران پیرمرد زندانی می‌شوند و پادشاه تمام اموال آنها را مصادره می‌کند. خضر دوباره به دیدار پیرمرد مغبون افسرده می‌آید و می‌گوید علت بدبختی تو این است که آجیل مشکل‌گشا را فراموش کردی. پیرمرد ادای این نذر را از سر می‌گیرد و یک روز کلاغ گردنبند مروارید را نزد دختر پادشاه برمی‌گرداند و او در می‌یابد که تهمتش به دختران پیرمرد ناروا بوده‌است. پس دختران آزاد می‌شوند و اموالشان هم به آنها باز می‌گردد. پیرمرد تا زنده بود، رسم آجیل مشکل‌گشا را فراموش نکرد و پس از او هم دخترانش این نذری را ادا می‌کردند.

## باورها
برخی معتقدند که با خوردن آجیل مشگل گشا، می‌توانند آرزو کنند مشکلات برطرف و آرزوهایشان برآورده شود.
برخی نیز اعتقاد دارند با خوردن این آجیل از چشم زخم و چشم بد مصون می‌مانند. همچنین اعتقاد عده‌ای بر آنست که خوردن این آجیل در گشودن بخت دختران مؤثر است.
از این آجیل در مراسم مذهبی مانند سفره‌های مذهبی زنانه ، مراسم ملی مانند چهارشنبه سوری  و شب یلدا و حتی برنامه‌های سیاسی به‌طور همزمان استفاده می‌شود.

## طرز تهیه
تهیه آجیل مشگل‌گشا، در هر شهر تشریفاتی خاص دارد. در تهران ترکیبات این آجیل شامل: پسته، بادام، سنجد، گردو، کشمش، برگه هلو، انجیر و خرما است. به تازگی نارگیل، قیسی، مویز و نبات نیز به آن افزوده شده‌است.
در شاهرود، به نخودچی و کشمش، نقل، مغز بادام و مغز پسته اکتفا می‌شود. در هنگام مخلوط کردن آجیل دعای مخصوصی خوانده می‌شود و معمولاً به صورت نذر تقسیم می‌گردد.